# Trei exerciții de interpretare
Trei exerciții de interpretare este un film românesc din 2012 regizat de Cristi Puiu. Rolurile principale au fost interpretate de actorii Ludivine Anberree, Marion Bottollier, Ugo Broussot.

## Distribuție
Distribuția filmului este alcătuită din:
- Ugo Broussot
- Marion Bottollier
- Ludivine Anberree